# Ulaan-Uul, Khövsgöl
Ulaan-Uul (tiếng Mông Cổ: Улаан-Уул, núi đỏ) là một sum của tỉnh Khövsgöl tại miền bắc Mông Cổ. Vào năm 2009, dân số của sum là 4.118 người.

## Lịch sử
Vào năm 1933, phần lớn diện tích sum Bayanzürkh bị tách khỏi sum này và có tên mới là Ulaan-Uul. Từ năm 1956 đến năm 1990, negdel Jargalant Amidral nằm trong sum.

## Địa lý
Sum có diện tích khoảng 10,000 km². Trung tâm sum, Tögöl (tiếng Mông Cổ: Төгөл) nằm cách tỉnh lị Mörön 171 km và cách thủ đô Ulaanbaatar 942 km. Sum này nằm ở phần phía nam của thung lũng Darkhad, và có ngọn núi Delgerkhaan. Một phần của Công viên quốc gia Ulaan Taiga cũng nằm tại đây.

### Khí hậu
Khu vực này có khí hậu cận Bắc Cực. Nhiệt độ trung bình hàng năm trong khu vực -5 °C. Tháng ấm nhất là tháng 7, với nhiệt độ trung bình là 14 °C và lạnh nhất là tháng 1, với -24 °C.

## Nhân khẩu học
Vào năm 2000, Ulaan-Uul có dân số khoảng 3.726 người, phần lớn là người Darkhad. Đến năm 2009, dân số sum đã tăng lên thành 4118 người.

## Kinh tế
Vào năm 2004, có khoảng 72.000 đầu gia súc, trong đó có khoảng 23.000 con dê, 24.000 con cừu, 17.000 bò nhà, yak, và khainag, 7.000 con ngựa, và 216 con lạc đà.

## Tôn giáo
Tôn giáo chủ yếu tại khu vực này là shaman giáo, và được hầu hết người Darkhad theo.